# The Intelligence
The Intelligence est un groupe de rock indépendant lo-fi américain de Seattle rattaché au mouvement post-punk, fondé par Lars Finberg, le batteur de A-Frames.

## Biographie
The Intelligence est formé par Lars Finberg. La première sortie de The Intelligence est un EP cinq titres intitulée Girlfriends and Boyfriends chez Dragnet Records en 2000. Trois ans plus tard sort un split 7" avec Popular Shapes chez Dirtnap Records. Finberg enregistre ensuite quelques chansons pour leur premier album Boredom and Terror.

## Membres
- Lars Finberg - chant, guitare, batterie, clavier, boîte à rythme
- Lee Reader - guitare
- Nicholas Brawley - basse
- Matthew Ford - batterie

## Discographie

### Albums studio
- 2004 : Boredom and Terror
- 2005 : Icky Baby
- 2007 : Deuteronomy
- 2009 : Fake Surfers
- 2009 : Crepuscule with Pacman
- 2010 : Males
- 2012 : Everybody’s Got It Easy But Me
- 2015 : Vintage Future

### EP
- 2000 : Girlfriends and Boyfriends
- 2006 : Let's Toil
- 2007 : Boys Annoy

### Singles
- 2004 : Test/Bird Call 7" (S-S Records)
- 2006 : I'm Your Taxi/No Nurses/If I Had A Hammer 7" (Holy Cobra Society)
- 2007 : Message Of Love/Leopard Skin Pill Box Hat 7" (Disordered Records/Lo-Fi Records)
- 2008 : Debt & ESP/Chateau Bandit 7" (Plastic Idol Records)
- 2008 : Fido, Your Leash Is Too Long/Shitty World (Plastic Idol Records)
- 2008 : What Wine Goes With Eggs?/Sixteen & Seventeen (April 77 Records)
- 2009 : Reading and Writing About Partying/Like Like Like Like Like Like Like 7" (Raw Deluxe Records)

### Splits
- split 7" with Popular Shapes (Dirtnap Records, 2003)
- split 12" EP with The Ohsees (MT. ST. MNT., 2008)
- split 7" with [(Coachwhips)] (Omnibus Records)
- split 7" with Crash Normal (Compost Modern Art, 2009)
- split 7" with Unnatural Helpers (Dirty Knobby, 2009)

### Apparitions
- "The Beat Goes On" on  The Necessary Effect, Screamers Songs Interpreted  (Extravertigo Recordings/Xeroid Records, 2003)
- "The Universe" on Dirtnap Across The Northwest, (Dirtnap Records, 2003)
- "Spies Like Us" on Babyhead LP, (S-S Records, 2004)
- "Tropical Signal" on Static Disaster The U.K. In The Red Records Sampler CD, (In The Red, 2005)
- "Secret Signals" on Subbacultcha! LP, (Gonzo Circus, Subbacultcha!, 2008)
- "Partman Parthorse" on The Funhouse Comp Thing II CD (My Fat Ass Productions, 2008)
- "Conference Call" on Puget Power 5 (Regal Select, 2009)
- "The Beetles" on The World's Lousy With Ideas Volume 8 (Almost Ready Records, 2009)